# Важливі культурні пам'ятки Японії

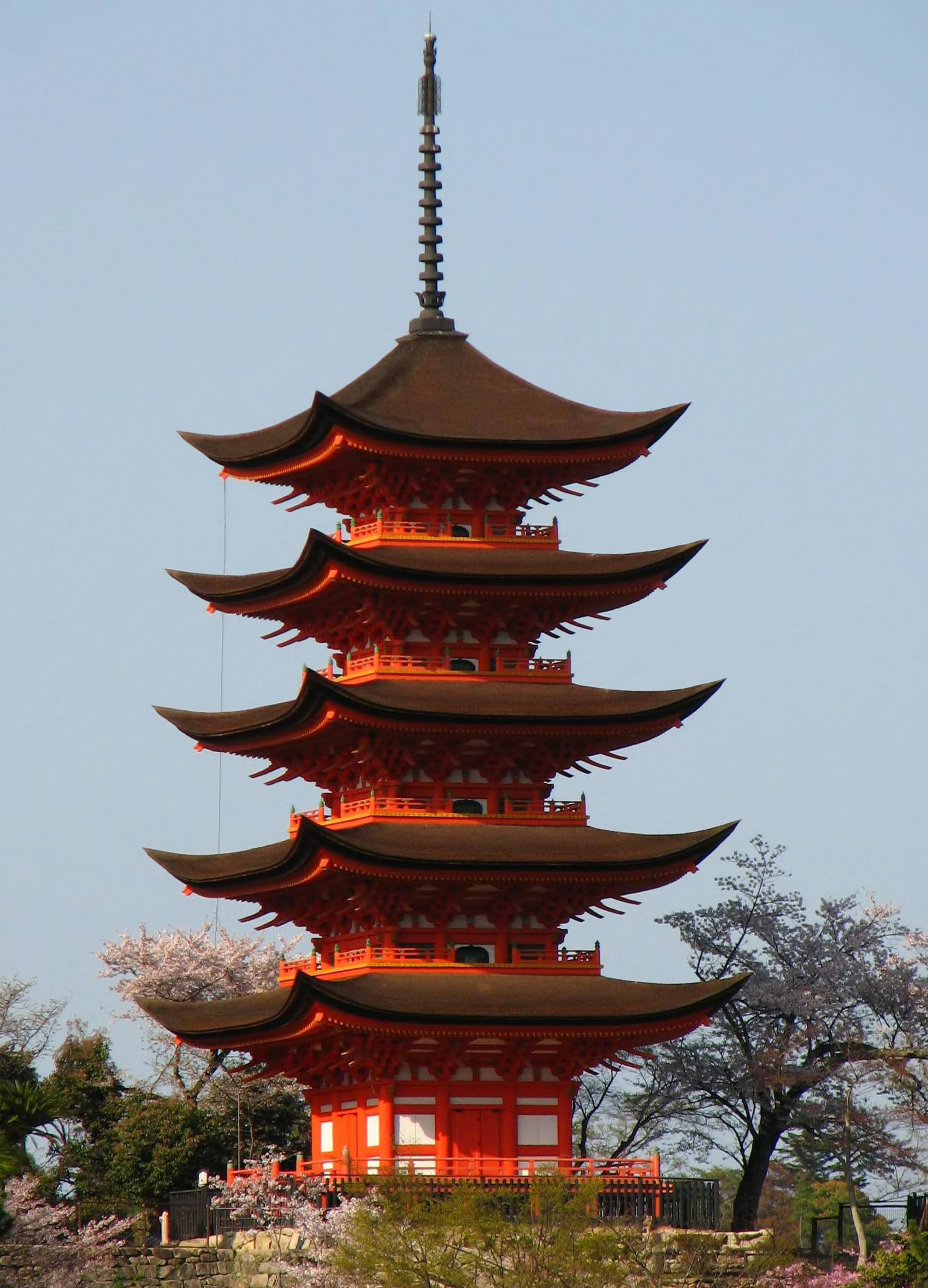
П'ятиярусна пагода на острові Іцукусіма (Хацукаїті, Хіросіма).

Важли́ві культу́рні па́м'ятки Япо́нії (яп. 重要文化財, じゅうようぶんかざい, МФА: [d͡ʑuːjoː bunkad͡zai̯]) — пам'ятки культури Японії, що мають високу мистецьку та наукову цінність. Визначаються міністром культури Японії з числа творів образотворчого мистецтва, ремесл, архітектури, археологічних та історичних джерел на основі закону «про охорону пам'яток культури» від 1950 року. Мають статус нижчий національних скарбів Японії. Облік пам'яток проводить Управління культури Міністерства культури і науки Японії.